# Umberto Cappuzzo
Umberto Cappuzzo, italijanski general, * 30. april 1922, Gorica, † 13. maj 2014, Rim.
V svoji karieri je bil: poveljnik 114. pehotnega polka, poveljnik Mehanizirane divizije Folgore, poveljujoči general Korpusa karabinjerjev (1980-81), načelnik Generalštaba Italijanske kopenske vojske (1981-85) in senator Italijanske republike (1987-94).